# Йозуус, Петерис Пауль
Петерис Пауль Йозуус (латыш. Pēteris Pauls Jozuus; 30 сентября 1873, Вецборне, ныне Каплавская волость — 3 декабря 1937, Рига) — латвийский органист, хоровой дирижёр и музыкальный педагог.

## Биография
Окончил органный класс Петербургской консерватории (1895) у Луи Гомилиуса. В студенческие годы входил в кружок молодых латышских художников и музыкантов «Рукис». До 1903 года работал органистом в Санкт-Петербурге.
В 1903—1907 гг. капельмейстер театра Рижского латышского общества, с 1918 г. хормейстер Латвийской национальной оперы, в 1927—1929 гг. её директор. Работал с различными хоровыми коллективами страны. На V, VI и VII Вселатвийских праздниках песни и танца в 1910, 1926 и 1931 гг. был в числе главных дирижёров, руководивших концертами объединённых хоров; уже на первом из этих праздников был объявлен «королём дирижёров». По словам Язепа Витола, «простой по своей природе, чуждый всякого тщеславия, его взгляд был всегда сосредоточен только на совершенстве, только на пределе достижимого».
Профессор органного класса Латвийской консерватории (с 1919 г.), в 1920—1926 гг. проректор консерватории, в 1935—1937 гг. ректор. Среди учеников Йозууса, в частности, Маргер Зариньш, Леонидс Вигнерс, Юозас Каросас.
Командор Ордена Трёх звёзд (1928).
Похоронен на Лесном кладбище в Риге; надгробный памятник работы скульптора Александры Бриеде.
Дочь Йозууса Алдона Йозуус (1908—1991) более 60 лет возглавляла библиотеку Латвийской консерватории, в тяжёлые военные и послевоенные годы сумела спасти множество ценных изданий и документов, важных для истории латвийской музыки.